# 中西一男
中西 一男（なかにし かずお、1922年10月4日 - 2003年9月1日）は、日本のヤクザ、指定暴力団・五代目山口組最高顧問（四代目山口組組長代行）、四代目山口組舎弟頭。中西組初代組長。

## 経歴
大学卒業後、戦後、大阪 ミナミで最大の勢力を持っていた愚連隊の南道会に所属した。南道会会長・藤村唯夫が三代目山口組組長・田岡一雄の舎弟となったことから山口組傘下に入り、1963年に他の南道会幹部数人と共に山口組直参に昇格した。
推挙されて直参となった中西はほどなく、1968年に若頭となった梶原清晴のもとで、若頭補佐の要職に就いた。以降、山本健一若頭のもとでも若頭補佐を引き続き務め、1980年の大阪戦争では、中西組が二代目松田組組長を攻撃し、武闘派として名を馳せた。
田岡・山本が相次いで亡くなり、跡目争いで一和会が袂を分かつが、中西は竹中正久を四代目に推して山口組に残り、後の竹中四代目体制下では、舎弟頭として組を支えた。
1984年に竹中らとともにNHKのインタビューに答えており、その模様が8月27日にNHK特集『山口組ー知られざる組織の内幕ー』として放送された。
1985年、抗争で竹中が殺害されると、組長代行に就任して、山一抗争下での山口組の最高責任者として舵取りをした。
山一抗争が終結すると、五代目に推す声もあったが、若頭・渡辺芳則（当時）と直接意見調整し、最高顧問に就任。2003年9月、肝不全により死去した。享年80。
ヤクザにして大卒、刺青無し､逮捕歴さえない稀有な経歴の持ち主として、マスコミで取り上げられた。